# بيغ مو
بيغ مو (بالإنجليزية: Big Moe) هو موسيقي أمريكي، ولد في 20 أغسطس 1974 في هيوستن في الولايات المتحدة، وتوفي بنفس المكان في 14 أكتوبر 2007 بسبب نوبة قلبية.

## وصلات خارجية
- بيغ مو على موقع ميوزك برينز (الإنجليزية)
- بيغ مو على موقع إن إن دي بي (الإنجليزية)
- بيغ مو على موقع أول ميوزيك (الإنجليزية)
- بيغ مو على موقع ديسكوغز (الإنجليزية)